# St.-Helena-Kuckuck
Der St.-Helena-Kuckuck (Nannococcyx psix) ist eine ausgestorbene Vogelart aus der Familie der Kuckucksvögel. Er ist die einzige Art der Gattung Nannococcyx.
Vom St.-Helena-Kuckuck ist nur ein Fragment des rechten Humerus bekannt, das 1970 von John William Bailey in der Prosperous Bay auf St. Helena gefunden und 1975 von Storrs Lovejoy Olson wissenschaftlich beschrieben wurde. Das Knochenfragment ist hellbraun, nicht mineralisiert und hat eine Länge von 14,2 mm. Möglicherweise war der Vogel aber größer als es das Fragment vermuten lässt, da einige ausgestorbene Vogelarten auf St. Helena wie der St.-Helena-Wiedehopf Riesenwuchs aufwiesen. Der St.-Helena-Kuckuck war vermutlich ein Waldvogel und starb aufgrund von Lebensraumzerstörung im 18. Jahrhundert aus.